# Mas d'Assens
El Mas d'Assens és un mas situat al municipi de Móra d'Ebre a la comarca catalana de la Ribera d'Ebre.